# Acanthaspidia bifurcata
Acanthaspidia bifurcata är en kräftdjursart som beskrevs av Menzies 1962. Acanthaspidia bifurcata ingår i släktet Acanthaspidia och familjen Acanthaspidiidae. Inga underarter finns listade i Catalogue of Life.